# Haploniscus unicornis
Haploniscus unicornis is een pissebed uit de familie Haploniscidae. De wetenschappelijke naam van de soort is voor het eerst geldig gepubliceerd in 1956 door Menzies.